# Atla alpina
Atla alpina är en svampart som beskrevs av Savic & Tibell. Atla alpina ingår i släktet Atla och familjen Verrucariaceae.  Arten är reproducerande i Sverige. Inga underarter finns listade i Catalogue of Life.